# 人類安全
人類安全（英語：Human security） 是個理解全球社会脆弱性的新興範式，它與對國家安全的傳統概念相對，認為實現安全的保障對象應該是人，而非保障國家層面。人類安全展示人為中心的多學科安全理解，涉及多方面的研究，包括發展研究、國際關係、策略管理研究及人權研究。聯合國開發計劃署在1994年的人類發展報告被認為是人類安全領域的里程碑出版物，它爭論保障所有人的免於匱乏的自由及免於恐懼的自由是處理全球不安全的最佳方法。
批評者認為這概念過份模糊性破壞了其有效性 ，它並不多於活動家為了促進某些事物而提倡的概念，它並沒有幫助研究團體理解安全的意思，也無助於決策者制定善政。相對地，其他學者認為人類安全應該擴大它的概念以涵蓋軍事安全：「換句話說，如果這稱為『人類安全』的東西核心概念是『人』，那就應該讓我們直接面對人類的狀態問題。這樣人類安全就不會只作為軍事安全或國家安全等較硬核領域的一種模糊不定的附加物」。
為了讓人類安全挑戰全球不平等，國家的外交政策必須對全球健康發展作出協力，但是國家利益持續地蓋過人民利益。例如，加拿大的外交政策「三個D」因強調國防忽略發展而受到批評。

## 起源
人類安全被提及的原因是冷戰結束後，多個因素趨同而成的結果。這些發現對新現實主義在國家安全的支配地位、「相互保證毀滅」及以軍事安全為主導等概念產生挑戰。那時候為了尋找解決方法，曾短暫地採取了更廣泛的安全概念。越趨迅速的全球化發展步伐、嘗試透過華盛頓共識建立自由主義國家卻失敗、超級大國之間的核威懾減少、民主化傳播和鞏固以指數級增長以及國際社會對人權的共識，這些情況的出現也提供了對於「發展」及「安全」概念重新思考的空間。
同一時間，非洲，亞洲和歐洲（巴爾幹）的內部暴力衝突次數增加，導致國家及國際安全概念無法有效反映後冷戰時期的安全挑戰。同時新自由主義形成多個發展模式，尤其是在非洲及處理新的複雜威脅（例如艾滋病及氣候變化）中可以看到較多應用。這讓我們更明顯地看到國際組織及國家的組織方式無法以綜合方式有效處理這些問題。
作為推廣人類安全的一個主要指標，個人化概念的發展很視乎於國際社會對於人權面對國家政治的威脅時的處理手法的演變。研究分析的最主要焦點是是聯合國憲章、1948年的《世界人權宣言》及之後1966年的國際人權法案、與特定罪行有關的公約（例如種族滅絕）及特定群體的權利（例如女性、種族群體及難民）。

## 概念

### 聯合國開發計劃署在1994年的定義
經濟學家赫布卜·烏·哈格在聯合國開發計劃署1994年的「人類發展報告」中首次促使人類安全的概念引起了全球關注，並對聯合國1995年的聯合國社會發展委員會做成影響。該報告提出了人類安全的定義，認為全球安全的範圍應擴大至包含「七個領域的威脅」：

上了顏色的世界地圖顯示了各地國截止2008年人類發展指數。

2003年的地圖

- 經濟保障 – 經濟保障（英语：Economic security）需要對個人給予一筆保障性基本收入，通常來自生產或報酬性質的工作，或作為最後措施，來自一個公共財政的保護網。在這個意義上，只有四分之一的人民具有經濟保障。經濟保障問題可能在發展中國家更加嚴峻，但在已發展國家也有一些擔憂。失業問題是導致政局緊張及民族衝突的主要因素。
- 糧食安全 – 糧食安全需要所有民眾不論何時，也有在物理上及經濟上獲取基本食物的途徑。根據聯合國，糧食的整體充足性不是一個問題，問題往往在於不良的糧食分配及欠缺購買力。在過去，糧食安全問題在國家及國際層面上也有一些處理措施，但是它們的影響力是很有限的。根據聯合國，問題的關鍵是與獲得資產，工作和保證收入有關（和經濟保障有關）。
- 健康保障 – 健康保障旨在確保一個面對疾病及不健康生活方式影響的最低安全保障。在發展中國家，死亡的主要因素是傳染病及寄生蟲病。在今天，與生活方式相關的慢性疾病是全球首要的致命原因，有80%因慢性疾病而死亡的案例發生於低及中收入國家[8]。根據聯合國，在發展中國家及工業國家，健康威脅在農村貧困人口通常較嚴重，特別是兒童。這是由於營養不良及衛生醫療服務、乾淨的食水及其他基本需要的途徑不充足。
- 環境安全 – 環境安全（英语：Environmental security）旨在保障人們免受短期及長期中大自然災難、自然的人為威脅及自然環境退化影響。在發展中國家，缺乏獲得清潔的水源是其中一個最大的環境威脅。在工業國家，空氣污染是主要的威脅。由排放溫室氣體導致的全球變暖是另一個環境安全問題（英语：environmental peacebuilding）。
- 個人安全 – 個人安全（英语：Personal security）旨在保護民眾免受暴力，無論來自國家或者其他國家，來自個人或次國家行為者，來自家庭暴力或者掠奪性成人[註 1]。對很多人來說，最主要的焦慮來源是罪行，尤其是暴力罪行。
- 社區保障 – 社區保障保護人民免受傳統關係及價值的損失，以及免受於宗派和種族暴力。傳統的社區，尤其是佔小數的族群往往會受到威脅。大約世界一半的國家也曾經經歷一些種族衝突。聯合國宣稱1993年為「世界土著人國際年」，以強調70個國家的3千萬土著人的脆弱性仍然持續，他們面臨著不斷擴大的暴力漩渦。
- 政治保障 – 政治保障（英语：政治保障） 考慮的是人們的社區是否尊重他們的基本人權。根據國際特赦組織一項調查，政治迫害、有系統性的酷刑、虐待、強迫失踪仍然在110個國家實行。人權上的侵犯最常見於政治動盪的時期。除了壓制個人和團體，政府也可能會嘗試控制思想及信息的傳遞。

自此以後，人類安全就從關鍵國際發展組織得到更多的關注，例如世界銀行。赫布卜以及其他人跟蹤著人類安全理念在國際組織的演變，認為該概念自1994年以來已以得到採用並轉化為切合組織的利益的措施。

### 免於恐懼的自由與免於匱乏的自由
在理想世界，聯合國開發計劃署七個領域的威脅的每一個領也能獲得全球關注及足夠的和資源。至於這個人類安全議程應該如何實現的問題，帶動了兩個對於人類安全的最佳實踐方案的主要思想流派出現——免於恐懼的自由及免於匱乏的自由。1994年的報告最先的提出人類安全需要對免於恐懼的自由及免於匱乏的自由作出關注，其後對於恰當的保障範疇（例如應該保護個人免受哪些威脅）以及恰當的應對機制出現很多不同的見解。
- 免於恐懼的自由 – 這個流派試圖將人類安全集中對保障個人免受暴力衝突的實踐，並承認這些暴力威脅對貧窮、缺乏國家能力及其他不平等的形式有密切關係[10]。他們認為將焦點集中在暴力威脅是一個現實及可管理的途徑。緊急援助，預防和解決衝突，建立和平是這種方法的主要關注點。作為例子之一，加拿大是禁止地雷及採納「免於恐懼的自由」議題的重要角色，它將這些議題作為自己外交政策的主要組成部分。但是這種“狹窄”方法能否真的能保證得到更有收獲的結果仍然是一個未知的問題。例如，達爾富爾的衝突中，「保護責任」作為免於恐懼的自由議題的關鍵部份，它的效用多次受到質疑。
- 免於匱乏的自由 – 這個流派提倡一個達至人類安全的整體方法，認為威脅的議題應該擴闊至包含饑餓、疾病和自然災害。因為它們是人類的不安全感的根源[1]。受影響而致死的人類比起因戰爭、種族滅絕和恐怖主義致死人數總和更多[10] 。與「免於恐懼的自由」不同，它的關注點超越暴力威脅之外，重視於發展相關的目標。

雖然它們之間有差異但這兩個達致人類安全的途徑可以理解為互補的，而不是矛盾的。這方面的觀點包括：
- 富蘭克林·羅斯福在1941年著名的四大自由演說，其中形容「免於匱乏的自由」是基要及全世界適用的自由中的第三項，而「免於恐懼的自由」則是第四項。
- 日本政府的外交政策中，視「免於匱乏的自由」及「免於恐懼的自由」是同等重要的考慮事項。此外，開發計劃署在1994年亦呼籲世界關注這兩個議題。
- 素林·比素萬，現時的pp東南亞國家聯盟]]副秘書長引述霍布斯（Hobbes），洛克（Locke），盧梭（Rousseau ）及侯姆（Houme）等理論，並得出「人類安全是組織一個國家最初始的首要目的」的結論。他留意到1994年人類發展報告稱它在「復興這個概念」，並認為報告的作者在沒有字面上直接列明下暗示了富蘭克林·羅斯福的四大自由。

### 與傳統概念安全的關係
自1900年代早期創立以來，思考家已開始使用人類安全這用語，希望將安全的專注點由傳統的以國家為主導轉移至保護及發展社會中的人類。
人類安全以挑戰傳統安全概念的形式冒起，但人類及傳統或國家安全概念並不是互相排斥的觀念。有人爭論，沒有人類安全，就無法實現傳統的國家安全，反之亦然。

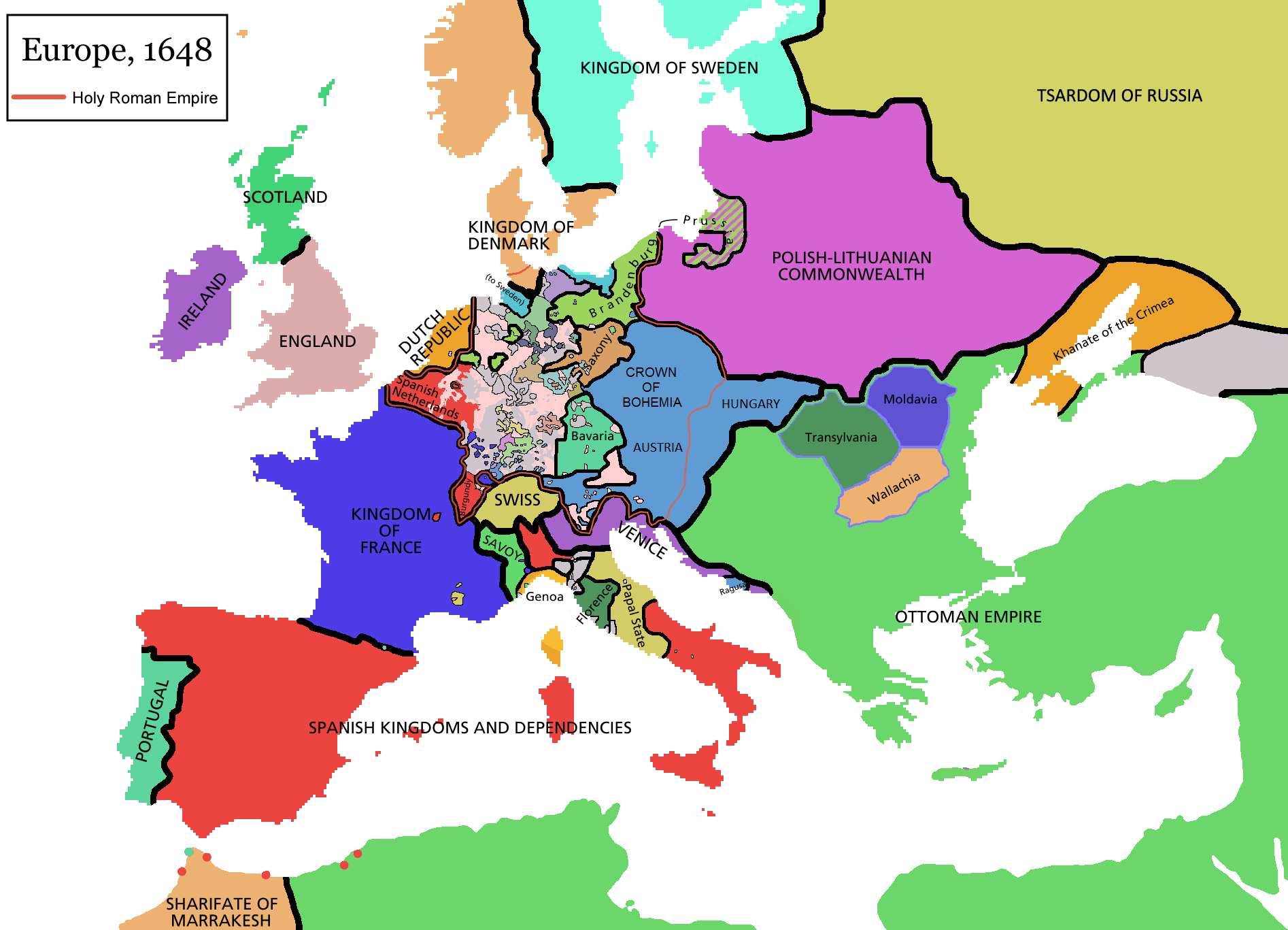
1648年威斯特伐利亚和约之後的歐洲

傳統概念的安全是關乎一個國家抵禦外來威脅的能力。傳統安全（有時稱為國家安全）自從威斯特伐利亚和约之後就是國際安全主導思想，由現實主義到自由主義，這些學說的一個基礎特性是他們專注於民族國家的首要地位。
下表對比了這兩種觀點之間的四個差異：
|          | 傳統概念安全 | 人類安全 |
| -------- | --- | --- |
| 保障對象 | 傳統安全的政策是為了促進國家所需而設。其他利益服從於國家的利益。傳統安全保護國家的邊境、人民、制度和價值觀。                                          | 人類安全以人為中心。它的專注轉為保護個人。個人的健康幸福及處理普羅大眾面對的威脅是重要層面。                     |
| 範疇     | 傳統安全謀求保護國家免受外來侵略。沃爾特·李普曼將國家安全解釋為國家阻止或戰勝攻擊的能力。。它利用威懾策略來維繫國家的完整性以及保護領土免受外來威脅。 | 除了保護國家免受外來侵略之外，人類安全將範疇擴展至更廣泛意義上的威脅，包括環境污染、傳染病、經濟剝奪。           |
| 角色     | 國家是唯一的角色。決策權力只屬於中央集權的政府。傳統安全假切一個主權國家運動在無政府的國際環境中，因此沒有國際政體執行任何的國際行為法則。            | 人類安全的實現不單單涉及政府，還包括不同角色作出更廣泛的參與。這些角色包括區域和國際組織，非政府組織和地方社區。 |
| 手段     | 傳統安全倚靠軍事防禦來建立及累積國力。常採取的形式包括武裝競賽、戰略同盟及戰略邊界等。                                                                | 人類安全不只保護，還會賦權給人民及社會作為保障措施。人民通過識別威脅及實施解決方案做出貢獻。                     |

## 爭議
沃爾特·多恩（Walter Dorn）提出了數個批評。他特別質問，外交政策實際上是否真的如聲稱的一樣出現重大偏離。他認為國際社會自1860年代成立了紅十字國際委員會以來已經有顧及人類安全所提出的觀點。斯圖爾特·戈登（Stuart Gordon）認為加拿大作為人類安全的擁戴者，在許多方面只是套用了人類安全的語調來重新推出其傳統的皮爾遜主義外交政策。多恩也質問了「既然人類安全議程中的所有提倡的內容在該概念出現之前就已推行」，該概念是否真的有需要存在。最後他指出這個概念可能適得其反。為了對抗「聯合國幾乎無限制的干預主義」，一些國家政府可能會迫害「他們的人民直至產生奴性」。
理查德·喬利（Richard Jolly）和 迪伊潘·巴蘇·雷（Deepayan Basu Ray）在他們的聯合國開發計劃署報告表明人類安全的主要批評包括：人類安全沒有定明研究界限，因此任何東西也可以理解為一個對安全的威脅，這導致組建政策變得幾乎不可能；人類安全，當廣泛至包含氣候變化及健康等議題時，令到國際機制決定策略及採取行動變得複雜；人類安全具有招引軍事涉及一些原本最好由非軍事手段解決的問題的風險；人類安全或許會引起人們聯合國能解決一些它無法解決的問題的期望。
其他的作者，例如羅蘭巴黎（Roland Paris），認為人類安全其實是「現實主義、傳統、基於國家、基於利益的方法」和「新的，自由世界主義，基於領土的，基於價值的專注個人需要」之間的中央鬥爭，它並沒有全然對安全辯論的基礎產生轉變，相反地他認為人類安全將兩種截然不同的「範式」嚴重誇大了。

## 外部連結
- Commission on Human Security （页面存档备份，存于）
- Human Security BriefArchive.today的存檔，存档日期2013-01-13
- Human Security Gateway（页面存档备份，存于）
- Human Security Index （页面存档备份，存于）
- Human Security Report
- Human Security Report Project（页面存档备份，存于）
- UN OCHA - Human Security （页面存档备份，存于）
- CERI Program for Peace and Human Security （页面存档备份，存于）
- UNICEF （页面存档备份，存于）
- UNIFEM
- UNHCR（页面存档备份，存于）
- Disarmament Insight initiative（页面存档备份，存于）
- Home Security （页面存档备份，存于）